# Diogmites herennius
Diogmites herennius là một loài ruồi trong họ Asilidae. Diogmites herennius được Walker miêu tả năm 1849. Loài này phân bố ở vùng Tân Bắc giới.